# Micoletzkyia sedat
Micoletzkyia sedat is een rondwormensoort uit de familie van de Phanodermatidae. De wetenschappelijke naam van de soort is voor het eerst geldig gepubliceerd in 2009 door Gagarin.